# Piotr Łysakowski
Piotr Stefan Łysakowski (ur. 5 października 1953 w Warszawie) – polski historyk, menedżer i działacz społeczny, doktor nauk humanistycznych, w latach 2005–2006 sekretarz stanu w Ministerstwie Sportu.

## Życiorys
W 1977 ukończył studia historyczne na Uniwersytecie Warszawskim. W 1985 obronił doktorat w Instytucie Historii PAN na podstawie pracy pt. „Osobowość Bismarcka jako polityka”. Specjalizuje się w historii Niemiec i stosunkach polsko-niemieckich w XIX i XX wieku, a także zbrodni katyńskiej i prześladowaniach księży w okresie PRL-u. Autor publikacji naukowych i popularnonaukowych, m.in. biografii Ottona von Bismarcka. W październiku 1989 wszedł w skład Komitetu Historycznego Badania Zbrodni Katyńskiej.
Był założycielem i w latach 1998–2003 dyrektorem Polsko-Niemieckiej Współpracy Młodzieży. Zasiadał w radach nadzorczych fundacji i spółek prawa handlowego (m.in. AZS Warszawa), do 2007 pozostawał prezesem Chemii Polskiej sp. z o.o. W 2014 bez powodzenia kandydował do rady stołecznej dzielnicy Śródmieście jako kandydat Prawicy Rzeczypospolitej z listy Prawa i Sprawiedliwości. W 2016 został członkiem rady Fundacji Współpracy Polsko-Niemieckiej. Został zatrudniony jako naczelnik Biura Edukacji Publicznej Instytutu Pamięci Narodowej, a także w Instytucie Historii Polskiej Akademii Nauk i Instytucie Zachodnim im. Zygmunta Wojciechowskiego. Do 2018 był członkiem gabinetu politycznego ministra spraw zagranicznych.
Od 6 grudnia 2005 do 13 maja 2006 był sekretarzem stanu w Ministerstwie Sportu w rządzie Kazimierza Marcinkiewicza. Wszedł w skład komitetu wspierającego kandydaturę Karola Nawrockiego na prezydenta RP w wyborach w 2025.